# Blank Generation (film)
Blank Generation è un film statunitense del 1980 diretto da Ulli Lommel.

## Colonna sonora
Il compositore Elliot Goldenthal si occupò della musica per il film. Tutte le canzoni sono opera di Richard Hell ed eseguite da Richard Hell and the Voidoids.